# Hortus Camaldulensis di Napoli

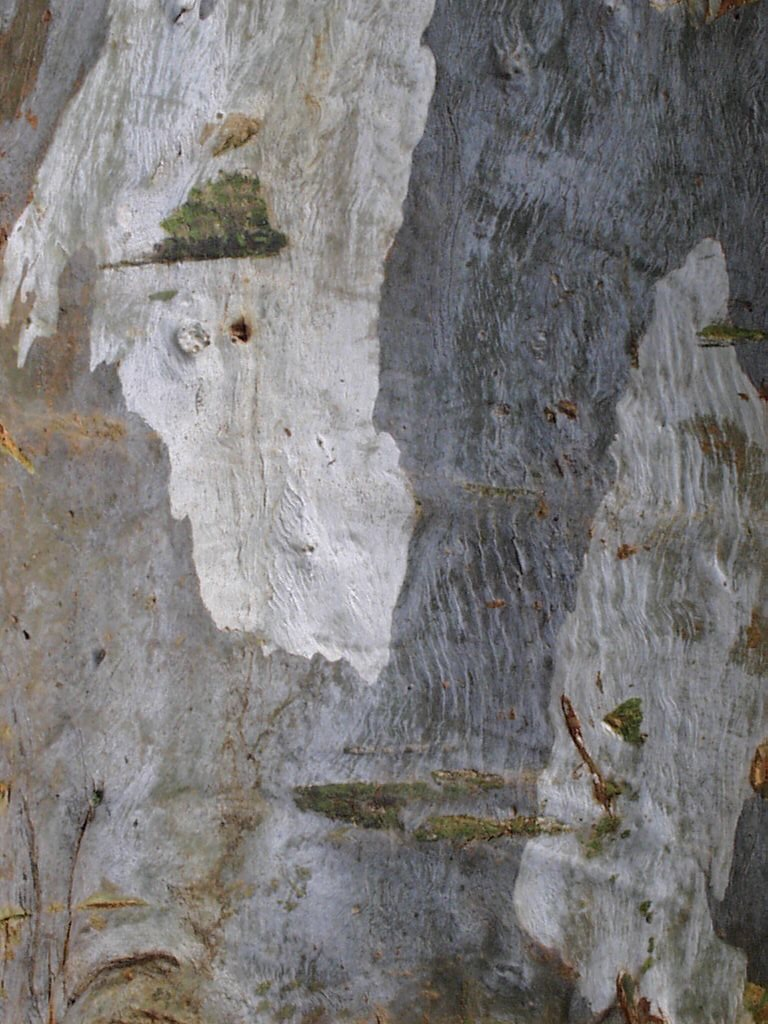
Tronco y corteza del Eucalyptus camaldulensis.

El Huerto Camaldulensis de Napoles (en italiano: Hortus Camaldulensis di Napoli también conocido como Giardino Camaldoli) es un jardín botánico de administración privada, en Nápoles, Italia. Su código de reconocimiento internacional como institución botánica, así como las siglas de su herbario es CNAP.

## Localización
L`Hortus Camaldulensis di Napoli, Napoli, Ciudad metropolitana de Nápoles, Campania, Italia.40°51′32″N 14°11′28″E / 40.8587787010683, 14.1912460327148

## Historia
El jardín fue establecido en 1816 gracias a la iniciativa de  Francesco Ricciardi conde Camaldoli.

## Colecciones
Actualmente el jardín botánico contiene colecciones de Acacia, Agavaceae, Melaleuca, Eucalyptus camaldulensis (descrito taxonómicamente aquí por vez primera y nombrado en honor del fundador del jardín), y Quercus ilex.